# Bekännelser (Jean-Jacques Rousseau)
Bekännelser är ett självbiografiskt verk av Jean-Jacques Rousseau. Rousseaus Bekännelser behandlar de första 53 åren av hans liv (fram till 1765), färdigställdes 1769, men publicerades inte förrän 1782 - fyra år efter att Rousseau avlidit. Delar av verket kunde dock avnjutas innan hans död då vid ett flertal gånger läste upp delar ur manuskriptet offentligt.
Bekännelser är indelad i två delar som båda består av vardera sex böcker. Det sägs att en tredje del skulle ha avslutat verket, men denna blev aldrig skriven.
Rousseaus Bekännelser ses som en av de första riktiga självbiografierna. Tidigare självbiografier hade skrivits av bland annat Augustinus (från vilken Rousseau lånat titeln till sitt verk) och Teresa av Ávila, men dessa fokuserar mer på författarnas religiösa upplevelser. Rousseau var därmed den första att skriva om sitt eget liv utifrån världsliga upplevelser och personliga känslor.